# Ermita de l'Àngel (Crevillent)
L'ermita de l'Àngel és un edifici històric ubicat a la localitat de Crevillent, al Baix Vinalopó, País Valencià. És un Bé de Rellevància Local amb el codi 03.33.059-013.
Aquesta ermita es va construir l'any 1902, en el barri crevillentí del Barranquet, motivada per una festivitat anual que commemorava la supervivència al còlera pels habitants d'aquest indret al segle xviii, segons la llegenda local. L'ermitori es va edificar gràcies al mecenatge de na Josefa Mas Espinosa. Durant la Guerra Civil espanyola, es van cremar les imatges i els bancs, i va caldre una restauració de l'estructura del temple.
Consta d'una planta única rectangular, de 10,50 metres de longitud i 5,25 metres d'amplada. L'interior té un presbiteri sobre un esglaó. Hi ha un retaule en el que s'hi troba una fornícula amb el sant Àngel. Els murs són de mamposteria i té coberta plana. El frontal és a dues aigües, rematat amb escultures d'àngels. Té espadanya de ferro a la part superior, amb una xicoteta campana.
Entre les peces d'art religiós, hi guarda una escultura policromada de Maria Magdalena del segle xix, la qual es treia a les processions de Setmana Santa amb el Crist de la Victòria, una imatge del Crist Crucifixat dels segles XVII-XVIII i una talla de fusta policromada de Sant Josep del segle xx.
Celebra la seua festivitat al mes de setembre, amb motiu de la Mare de Déu de la Salut.